# 雷克納 (洛雷托大區)
雷克納（西班牙語：Requena），是秘魯的城鎮，位於該國東北部洛雷托大区，是雷克納省的首府，該省始建於1943年7月2日，人口密度每平方公里1.33人，2005年城鎮人口22,232。